# Гедримович, Александр Петрович
Александр Петрович Гедримович (1884—1953) — советский военно-морской деятель, инженерный работник, начальник кафедры астрономии Черноморского Высшего военно-морского ордена Красной Звезды училища имени П. С. Нахимова, доцент, инженер-капитан 1-го ранга (1940).

## Биография
Родился в семье профессора Императорского Александровского лицея П. А. Гедримовича. Ему было четыре года, когда умер отец, а в шесть лет он остался круглым сиротой. Воспитание получил в Гатчинском сиротском доме.
 
Окончил Морской кадетский корпус (1905) и Военно-морскую академию по гидрографическому отделу (1910). На службе с 1902 в составе 1-го Балтийского флотского экипажа. Исполняющий должность флагманского штурманского офицера штаба начальника 2-й бригады крейсеров Балтийского моря с 19 июля 1915. Служил на кораблях Чёрного моря, Тихого океана вахтенным начальником и штурманом. В Первой мировой войне — на Балтийском театре военных действий в качестве старшего штурмана крейсера «Аврора», флагманского штурмана бригады крейсеров, командира эскадренного миноносца «Бурный».
Февральскую и Октябрьскую революции принял как необходимые исторические события и продолжал службу на флоте. Был флагманским штурманом Морских Сил Чёрного моря и Северного Ледовитого океана, начальником Гидрографического управления Чёрного и Азовского морей. Командует яхтой «Нева» (1918) в составе Балтийского флота на начало 1919. Командует минным заградителем «Дунай» (1921). Преподаватель Морского военного училища (1925). Заведующий штурманским классом Специальных курсов командного состава ВМС РККА (1927).
С сентября 1940 по январь 1942 служил начальником кафедры астрономии Черноморского военно-морского училища. С января 1942 по май 1944 служил начальником кафедры девиации ВМУ им. М. В. Фрунзе, Каспийского ВВМУ им. С. М. Кирова. 22 июля 1944 года «в связи с шестидесятилетием и за долголетнюю плодотворную деятельность по подготовке офицерских кадров Военно-Морского Флота» награждён орденом Красной Звезды. С августа 1944 по май 1947 преподавал в Высшем Военно-морском училище им. М. В. Фрунзе. После окончания Великой Отечественной войны он вышел в отставку и продолжал педагогическую деятельность в ВМИУ им. С. О. Макарова в качестве доцента кафедры судовождения (1947—1953). Преподавал навигацию и лоцию, мореходную астрономию, девиацию магнитных компасов и высшую математику. Возглавлял кафедры мореходной астрономии и девиации, штурманский офицерский класс.

### Звания
- мичман (1905)[7]
- старший лейтенант (1916)[7]
- инженер-флагман 3-го ранга (1938)[8]
- инженер-капитан 1-го ранга (1940)[9]

### Награды
Награждён боевыми орденами «Святой Анны 3-й степени с мечами и бантом», «Святого Станислава 2-й и 3-й степени с мечами» и «Святого Владимира 4-й степени с мечами». Награждён орденами Ленина, Красного Знамени и Красной Звезды.
Также:
- Золотой знак в память окончания полного курса наук морского корпуса (1910);
- Светло–бронзовая медаль в память 300-летия Царствования дома Романовых (1913);
- Светло–бронзовая медаль в память 200-летия Гангутской победы (1915).

## Публикации
- Лоция Балтийского моря [Текст] / Гидрограф. отд. УМС РККАГидрограф. отд. УМС РККА. - Л. : Изд-во Гидрограф. отд. УМС РККА, 1936 - Ч.2 : Средняя часть моря / Ред. А. П. Гедримович, Сост. К.С. Ухов, Л.Ф. Рудовиц. - 1936. - XXXIII, 299 с. : л. ил., ил. - Алф. указ.: с. 273-299.- Словарь важнейших морских терминов: с. 263-270.
- Гедримович А. П. Мореходная астрономия для высших военно-морских училищ: Учебник.